# Фалес Милетский
Фале́с (др.-греч. Θαλῆς ὁ Μιλήσιος, 637/624 — 558/547 до н.э.) — древнегреческий философ и математик из Милета в Малой Азии.
Традиционно, как античными, так и современными авторами, считается основоположником древнегреческой мысли, «отцом философии». В античной традиции неизменно открывал список «семи мудрецов», заложивших основы греческой культуры и государственности. Основатель первой древнегреческой научно-философской милетской школы, с открытий которой начинается история европейской науки — космогонии и космологии, физики, географии, метеорологии, астрономии, биологии и математики.
Большинство античных источников, которые описывают Фалеса, отстоят на 500 и более лет от даты его предполагаемой смерти. Наиболее достоверными современные учёные признают сведения о Фалесе в трудах Геродота и Аристотеля, которые жили «всего» через 2—3 столетия после его смерти. В связи с этим вокруг имени Фалеса возникло множество легенд, сведения об «отце философии» и его открытиях зачастую противоречивы. С именем Фалеса связаны многочисленные открытия в астрономии и математике. Главное положение учения Фалеса, что первоосновой всего сущего является вода, делает его «первым философом» по мнению мыслителей Нового времени, в том числе Гегеля и Ницше.

## Биография

### Происхождение
Фалес родился в семье Эксамия и Клеобулины. По одной версии по происхождению был финикийцем и принадлежал к роду Фелидов, чьим мифическим родоначальником являлся сын царя Тира и Сидона Агенора Кадм. Был изгнан из Финикии и переехал в расположенный на малоазийском побережье Эгейского моря ионийский город Милет. По другой версии происходил из знатного милетского рода. Согласно Аполлодору родился в первый год тридцать пятой олимпиады, то есть в 640 году до н. э. В византийской энциклопедии Суда с ссылкой на Флегонта написано, что Фалес был уже известен в седьмую олимпиаду, то есть в 752—749 годах до н. э. Эти даты не согласуются с другими событиями из предполагаемой жизни философа. Герман Дильс считал, что Фалес жил в 624—547 годах до н. э., Поль Таннери — в 637—558 годах до н. э.
Вопрос происхождения Фалеса, который не особо беспокоил древних греков, с неожиданной стороны заинтересовал историков Нового и Новейшего времени. Если принять версию Геродота и цитировавших его античных авторов о финикийском происхождении Фалеса, то получается, что «отец философии» был семитом. Ещё Э. Целлер (1814—1908), который отстаивал самобытность древнегреческой цивилизации, высказал предположение, что речь шла о беотийском происхождении Фалеса. Мифический Кадм хоть и был сыном финикийского царя, всё же в первую очередь известен как основатель столицы Беотии Фив. Знатные беотийцы возводили к нему своё генеалогическое древо. Другой немецкий учёный Г. Дильс опубликовал в 1889 году статью «Thales ein Semite?», в которой обосновывал несемитское происхождение Фалеса. Вопрос о принадлежности Фалеса к грекам или финикийцам остаётся неразрешённым. Об этом свидетельствует статья «Thales, ein Phönizier?» 2015 года, в которой собраны свидетельства античных авторов о месте рождения Фалеса, аргументы «за» и «против» современных историков.

### Семья
Сведения о семейном положении Фалеса носят фрагментарный и противоречивый характер. Диоген Лаэртский собрал существовавшие в античности версии о семье Фалеса. Так, согласно одним источникам, он был женат и имел сына Кибисфа; другим — усыновил племянника, сына сестры; третьим — был бездетным и жил в одиночестве. На вопрос почему он не заводит детей, Фалес ответил: «Потому что люблю их». Ещё по одной легенде, когда мать требовала от сына жениться, тот вначале отвечал: «Слишком рано!», а затем — «Слишком поздно!»
Ещё по одной легенде Фалес утром трижды благодарил богов: «За то, что они создали его человеком, а не животным; эллином, а не варваром; мужчиной, а не женщиной».

### Политическая деятельность
В первой половине жизни много путешествовал. Согласно античным источникам, какое-то время жил в Египте, где обучался у жрецов, изучал причины наводнений и разливов Нила. По Ямвлиху именно он уговорил Пифагора отплыть в Египет и представил его обучившим своим тайнам жрецам. Гипотетические путешествия Фалеса в Египет и обучение у местных учёных имели важное значение для древних греков. Они приписывали загадочной древнеегипетской цивилизации тайные и утраченные знания. Фалес, в представлении эллинов, был первым греческим мудрецом, который принёс в Элладу знания египтян, сделал их общим достоянием. Подобные легенды также существовали о Пифагоре и Платоне.
По свидетельству Диогена Лаэртского Фалес был близким другом и советником тирана Милета Фрасибула. Данное утверждение античного автора, по мнению современных историков, выглядит правдоподобным. Знатное происхождение, учёность, а возможно и личная симпатия должны были способствовать сближению Фалеса с правителем города Фрасибулом. Возможно, что именно Фалесу принадлежали советы, которые помогли Фрасибулу заключить мир и равноправный союз с намного более сильным соперником Лидией около 615 года до н. э. В контексте дружбы философа и тирана становится понятным назначение ученика Фалеса Анаксимандра ойкистом милетской колонии Аполлонии Понтийской (современный Созопол в Болгарии).
Прозорливость Фалеса проявилась во время создания Киром Великим империи Ахеменидов. Он одним из первых осознал опасность порабощения Ионии персами и предложил реальный, хоть и нереализованный, план противодействия этой угрозе. По его мнению, было необходимо создать политическое объединение — синойкизм — Панионию с прообразом парламента буле на острове Хиос. Одновременно он убедил граждан Милета отказаться от военного союза с царём Лидии Крёзом, который начал войну с Киром. Это позволило Милету после поражения Лидии заключить наиболее выгодный, по сравнению с другими ионийскими городами, сепаратный мир с Киром. Одновременно Фалес помог Крёзу во время военных действий с персами. По свидетельству Геродота, когда войско Крёза остановилось перед полноводной рекой Галис, Фалес построил плотину и изменил русло реки таким образом, что солдаты смогли спокойно продолжить путь навстречу врагу.

### Легенды

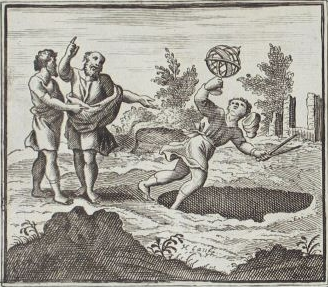
Иллюстрация XVIII века к басне Жана де Лафонтена «Астролог, упавший в колодец»

С именем Фалеса связаны несколько легенд. Популярность получил сюжет о философе или астрологе, который упал в колодец. Впервые в мировой литературе он приведён в диалоге Платона «Теэтет» первой половины IV века до н. э.:
На примере Фалеса, наблюдавшего за звёздами, понятно это, Феодор! Заглядевшись однажды на небо, он упал в колодец, а фракиянка одна, благопристойная и прелестная служанка, как рассказывают, посмеялась над ним: жаждет-де знать, что на небе происходит, и не замечает, что у него перед носом и под ногами. Эта насмешка относится ко всем, кто проводит время в философствовании. Такой человек действительно не осведомлён ни о ближнем своём, ни о соседе, и не только не знает, что он делает, но и человек ли он вообще или какое-нибудь животное. А между тем предметом его поисков и неутомимого исследования в отличие от других является вопрос о том, что такое человек и что присуще его природе.
Впоследствии басню описал Диоген Лаэртский и она вошла в сборник «Басни Эзопа» под номером 40 согласно индексу Перри. В Новое время её использовали при критике астрологов и лжеучёных схоластов, в том числе и знаменитый французский баснописец Жан де Лафонтен.
Ещё одну легенду о жизни легендарного мудреца приводит Аристотель в «Политике». Современники упрекали Фалеса, что его занятия философией и наукой бесполезны, не приносят никакой выгоды. Тогда Фалес на основании астрономических данных предугадал богатый урожай оливок. После этого он за бесценок законтрактовал маслобойни на Хиосе и в Милете. Когда наступило время сбора оливок, то всем понадобился доступ к маслодавильням, что позволило Фалесу разбогатеть. Таким образом он доказал, что философ может легко разбогатеть используя свои знания, но не делает этого, так как не богатство является его целью.
Фалес входит во все античные списки «семи мудрецов», которые имеют множество вариантов. С именами семи мудрецов связаны два рассказа: совместный пир и состязание из-за треножника. Рассказ о пире мудрецов, которые собрались в гостях у коринфского тирана Периандра, дошёл до современников в изложении Плутарха. По современным оценкам автор приписал мудрецам собственные идеи и не отобразил все народные мотивы. Содержание рассказа о треножнике содержит массу вариаций. По наиболее распространённой версии рыбак выловил вместе с рыбой этот жертвенный предмет. За обладание им разгорелась война между жителями Милета и острова Кос. В конечном итоге стороны обратились за советом к дельфийскому оракулу. Пифия передала волю Аполлона «отдать треножник умнейшему из греков». Тогда артефакт вручили Фалесу. Тот в свою очередь посчитал себя недостойным звания «умнейшего из греков» и отправил предмет Бианту. В конечном итоге треножник сменил семь владельцев и вернулся к Фалесу. После этого все семь мудрецов согласились отдать предмет Аполлону, так как именно он по их мнению и был «мудрейшим».
Согласно античным источникам Фалес умер в преклонном возрасте, «когда смотрел гимнастическое состязание, обессилев вследствие жары».

## Изречения и сочинения
Античная традиция причисляла Фалеса к «семи мудрецам». С их именами связывают рождение древнегреческой философии, а самого Фалеса называли её отцом. Истоки философии в Древней Греции связаны с народными пословицами, житейскими мудростями. Мысли первых философов дошли до современников не в виде завершённых трактатов, а в форме множества изречений. Точность их распределения между мудрецами условна, имеет существенные отличия в источниках. Фалесу приписывают авторство следующих сентенций:
- «Древнее всего сущего — Бог, ибо он не рождён»;
- «Прекраснее всего — мир, ибо он творение Бога»;
- «Больше всего — пространство, ибо оно объемлет всё»;
- «Быстрее всего — ум, ибо он обегает всё»;
- «Сильнее всего — неизбежность, ибо она властвует всем»;
- «Мудрее всего — время, ибо оно раскрывает всё»;
- «Что на свете трудно?» — «Познать себя!»;
- «Что легко?» — «Советовать другому!»;
- «Чем поддержал ты своих родителей, такой поддержки жди и от детей»;
- и другие.

Сочинения Фалеса не сохранились. В позднеантичных источниках упомянуты несколько трактатов. Диоген Лаэртский приписывает ему авторство «О солнцеворотах» (Περὶ τροπὴς) и «О равноденствиях» (Περὶ ἰσημερίας). Симпликий (490—560) называет единственным завершённым трудом Фалеса «Морскую астрономию», которую учёный написал в конце жизни. В ней по свидетельству Симпликия были описаны методики ориентирования во время морских путешествий. Сенека, Плутарх и Гален упоминали фалесово сочинение «О началах». К подложным сочинениям Фалеса относят два письма от его имени к Солону и Ферекиду. В отличие от других древнегреческих учёных, чьи труды не сохранились, у историков имеются сомнения относительно самого факта существования трактатов Фалеса. Во всяком случае, ни Геродот, ни Платон, ни Аристотель о них ничего не знали. Таким образом современные представления об учении и открытиях Фалеса основаны даже не на цитировании оригинальных работ другими авторами, а на передаче в источниках устной традиции, которая отделена от Фалеса многими поколениями.

## Космогония
Греческая философия начинается, по-видимому, с нескладной мысли — с положения, будто вода – первоначало и материнское лоно всех вещей. Действительно ли на этом нужно всерьез остановиться? Да, и по трём причинам: во-первых, потому, что это положение высказывает нечто о происхождении вещей, во-вторых, потому, что оно делает это без иносказаний и притч; и, наконец, потому, что в нём, хотя и в зачаточном состоянии, заключена мысль: «Все – едино». Первое оставляет еще Фалеса в обществе религиозных и суеверных людей, второе выводит его из этого общества и показывает его нам естествоиспытателем, но в силу третьего — Фалес становится первым греческим философом. Если бы он сказал: из воды происходит земля, мы имели бы научную гипотезу, ложную, но все же трудно опровержимую. Но он вышел за пределы научного. Выражая своё представление о единстве гипотезою воды, Фалес не преодолел низкий уровень физических воззрений своего времени, а перескочил через него. Скудные и беспорядочные наблюдения эмпирического характера, произведенные Фалесом над состоянием и изменениями воды, или, точнее, влаги, менее всего могли дозволить такое радикальное обобщение — не говоря уже о том, чтоб навести на него; к этому побуждал метафизический догмат, возникающий из мистической интуиции, — догмат, с которым мы встречаемся во всех философиях, включая сюда постоянно возобновляемые попытки выразить его лучше — положение «всё — едино».
Фалес считается основателем первой древнегреческой философской школы, которая вошла в историю под названием «милетской». Она в отличие от современной философии не касалась теоретических проблем бытия и познания, а изучала сущность мира. Философы милетской школы не ставили вопрос об отношении материального к духовному. По современным представлениям, именно с открытий данной школы началась история европейской науки — космогонии и космологии, физики, географии, метеорологии, астрономии, биологии и математики. В этом контексте Фалеса могут называть натурфилософом, подчёркивая его занятия естественными науками.
Милетская школа описывала эволюцию космоса, начиная от первовещества до сотворения живых существ. Фалес и его последователи противопоставили логос ― мифу, отказались от противопоставления божественного человеческому. Предложенные ими фундаментальные законы, в том числе «закон сохранения материи», отрицание возникновения из ничего и полного уничтожения, претендовали на всеобщий характер.
Согласно Диогену Лаэртскому, началом всех вещей Фалес считал воду, а Космос — живым существом, полным божественных сил. Земля плавает в центре Мирового океана «как
дерево или какое-нибудь другое подобное вещество». Землетрясения представляют собой волнения в Мировом океане. Солнце и Луна объезжают небо не на колесницах, а на кораблях. Вопрос, является ли Фалес первым, кто создал космогоническую теорию происхождения всего сущего из одного элемента, либо заимствовал это учение из Древних Египта и/или Вавилона, переосмыслил идеи из трудов Гомера об Океане остаётся открытым. Космологические идеи Фалеса имеют сходство с египетским мифом о Птахе, который воплотился в божество, когда весь мир представлял собой первозданный океан Нун. Вавилонский космогонический миф «Энума элиш» представляет описание борьбы Мардука с богами водного хаоса. В «Одиссее» Гомера содержится строка: «Навестить Океана, прародителя богов, и матерь Тефию». В античных источниках отсутствуют какие-либо сведения о размышлениях Фалеса относительно того, каким образом возникло первовещество «вода» и каким образом из неё происходят другие формы бытия. Аристотель высказывал предположение, почему именно вода, а не земля, воздух или огонь были признаны первичным веществом. Существует точка зрения, что Фалес пришёл к выводу о сотворении всего сущего из воды самостоятельно. Аристотель попытался повторить логику рассуждений своего предшественника. Если растения питаются влагой, начало живых существ — влажное семя, огонь Солнца и сам Космос питаются испарениями, то, значит, именно вода является началом всего сущего. Хоть Аристотель и добавляет к своим обоснованиям словосочетание «может быть», впоследствии их стали принимать как фактические, а не гипотетические основы учения Фалеса. Согласно Гегелю, в данном случае имеется одно из первых «доказательств от действительности», основанные на соответствии общей мысли о воде. В данном случае бесформенная субстанция вода приобретает конкретную форму и «индивидуализируется индивидуальностью».
Вопрос о ближневосточном влиянии на космологию Фалеса остаётся открытым. Гипотеза имеет как сторонников, так и противников. Одновременно исследователь древнегреческой мысли А. В. Лебедев подчёркивает, что в египетских и других мифах кроме водной стихии — прародительнице всего сущего — присутствует и демиург. Таковой есть, согласно Цицерону, Диогену Лаэртскому, позднеантичным христианским источникам и др., и у Фалеса в виде всепроникающей божественной силы, которая присутствует везде и во всём. Данные источники противоречат свидетельству Аристотеля о том, что древние физиологи, к которым принадлежит Фалес, описывали лишь материальную первопричину всего сущего, а первым идею божественной силы Нус («космического Разума») выдвинул Анаксагор. Поэтому можно сделать вывод, что концепция о вмешательстве Бога в космогонии Фалеса является «ошибкой послеаристотелевского времени». Данное утверждение, хоть и существует в научной среде, не является общепринятым.
Хотя космогонические взгляды Фалеса и несут следы первобытных мифологических представлений, они стали первым учением о материальной основе сущего, заложили основы научного подхода к описанию природных явлений. Фалес первым предположил раскалённый землеобразный состав материи звёзд и Солнца.
Бог для Фалеса представляет собой всепроникающий космический Ум, который приводит первовещество воду в движение. Сама вода при сгущении становится землёй, а при испарении — воздухом, который затем возгорается в виде эфира, то есть огнём, в том числе и огнём Солнца и звёзд. Выпадая в осадок, вода превращается в ил, то есть землю.
В утверждении, что «всё — из воды», философ и антиковед А. Ф. Лосев выделяет три идеи. Идею всеединства можно выразить одним, приписываемым Фалесу, предложением: «Космос един». Утверждение о единстве мира напрямую следует из идеи о первовеществе. Вторая идея, заложенная в «первовещество», состоит в «неуничтожимости всего». Отсюда, в свою очередь, следует не только неуничтожимость материи, но и «бессмертие души», как наиболее тонкой и особой формы материи. Третья идея «Всё из воды, и всё разрешается в воду» представляет антитезу конкретных предметов и безликой стихии.
Убежденность Фалеса в том, что «всё полно богов», приводит к всеобщему одушевлению («Прекрасно полагает Фалес, что во всех важнейших и величайших частях космоса имеется душа, а потому и не стоит удивляться тому, что промыслом Бога совершаются прекраснейшие дела»). Фалесов гилозоизм стал важной вехой в развитии античного общества. Согласно античным источникам, Фалес приписывал наличие души янтарю и магниту. Соединив оба утверждения «всё — из воды» и «всё полно богов», древнегреческая мысль стала воспринимать Бога первопричиной возникновения всего сущего.
Центральное положение учения Фалеса о воде как первовеществе знаменует начало философии. Эта мысль, несмотря на её недоказуемость, представляла собой отход от мифологических верований, согласно которым природа была порождением богов. В ней впервые артикулировано положение о том, что «единое есть сущность». В этом положении множество предметов и явлений имеют единую суть, первоначало, которое видоизменилось тем или иным образом. При этом фалесовское первоначало, в отличие от поздних философских учений, имеет материальную природу. Поэтому его и определяют «натурфилософом».
По оценке Гегеля, фалесовой воде не хватает формы. Философы милетской школы объясняли приобретение первовеществом конкретной формы лишь количественными различиями — сгущением и разрежением. Следующим вопросом, который поставит себе философия в изложении Гегеля, будет определение души. Гегель считал, что фалесовские определения души, а также утверждения, что Бог есть некий дух либо космический разум, придающий воде некие формы, являются позднейшими выдумками. Суммируя роль Фалеса в развитии философии, Гегель приписывает античному учёному два достижения: «он совершил отвлечение, дабы обнять природу в одной простой сущности; он выставил понятие основания, то есть определил воду как бесконечное понятие, как простую сущность мысли, не признавая за ним никакой дальнейшей определённости».

## Астрономия
Античные источники утверждают, что Фалес точно указал дату солнечного затмения. Считается, что это было затмение 28 мая 585 года до нашей эры. У антиковедов возникает вопрос относительно того, каким образом Фалес мог сделать такое экстраординарное для древних греков предсказание, если оно действительно имело место. Голландский математик Б. Л. ван дер Варден видит в этом однозначное свидетельство знакомства Фалеса с вавилонской астрономией, которая на тот момент, согласно современным представлениям, обладала соответствующими знаниями. Вопрос о том, почему теоретическая наука возникла в Греции, а не Месопотамии, где были сделаны соответствующие открытия, объясняется особенностями жизни. В Вавилоне и Ассирии астрономы состояли на службе царей и храмов. Им было невыгодно открывать свои знания, создавать научные теории, которые бы подрывали религиозные верования. В Греции с демократическим типом правления в части полисов ситуация была совершенно иная. Первые учёные, к которым относился и Фалес, были свободными знатными и состоятельными людьми, не зависящими от чьей-то власти.
О том, что предсказание было, свидетельствует Ксенофан, который жил через полвека после Фалеса. По мнению учёных, представления Фалеса о природе солнечных затмений соответствовали современным, о чём свидетельствуют Аристарх и Евдем. Возможно античный учёный предсказал не точную дату, а год, либо другой промежуток времени. Метод, с помощью которого было определено событие, неизвестен. Согласно современным реконструкциям хода мысли Фалеса, он обладал глубокими познаниями эклиптики. Открытие природы солнечных затмений привело к идейной революции. На место вопросов кто и зачем устраивает затмение, которые могли быть разрешены с помощью мифов, пришли: «Что его обуславливает?»
Фалес первым определил угловой размер Луны и Солнца в ½ градуса; он нашёл, что размер Солнца составляет {\displaystyle {\frac {1}{720}}} часть от его кругового пути, а размер Луны — такую же часть от лунного пути. Можно утверждать, что Фалес создал «математический метод» в изучении движения небесных тел.
Согласно античным представлениям Фалес открыл для греков созвездие Малой Медведицы как путеводный инструмент; ранее этим созвездием пользовались финикийцы. Фалес ввёл календарь по египетскому образцу (в котором год состоял из 365 дней, делился на 12 месяцев по 30 дней, и пять дополнительных дней оставались выпадающими). Также ему приписывали открытие наклона эклиптики к экватору и выделение на небесной сфере пяти кругов: арктического, летнего тропика, небесного экватора, зимнего тропика и антарктического круга. Он научился вычислять время солнцестояний и равноденствий, установил неравность промежутков между ними. Исходя из дошедших источников современные учёные называют Фалеса основоположником геоцентризма. Также ему приписывали разделение созвездия Гиад на южную и северную части, наблюдение, что утренний заход Плеяд виден на 25-й день после осеннего равноденствия. Также им было сформулировано различие между синодическими и сидерическими лунными месяцами.

## Геометрия
Информация о математических достижениях Фалеса дошла до современников благодаря комментатору «Начал» Евклида Проклу Диадоху (412—485), а также Диогену Лаэртскому (180—240). Прокл в свою очередь основывался на несохранившейся «Истории геометрии и арифметики» Евдема Родосского (IV век до н. э.), а Диоген Лаэртский цитирует Памфилу Эпидаврскую (I век). Кроме того позднеантичные авторы в нескольких вариациях описали легенду об измерении Фалесом высоты египетских пирамид. Согласно Диогену Лаэртскому учёный измерил их высоту по тени. Он подметил момент, когда отбрасываемая Фалесом тень стала равной его росту. По версии Плутарха Фалес поставил шест на край отбрасываемой пирамидой тени. Измерив длину шеста и его тени он показал, что отношение длины тени пирамиды к тени от шеста равно отношению высоты пирамиды к высоте шеста.
Согласно Проклу Фалес сделал четыре математических открытия. Он первым доказал, что диаметр делит круг пополам. Также ему принадлежит авторство утверждения о равенстве углов при основании равнобедренного треугольника. Согласно Евдему Фалес открыл, что при пересечении двух прямых образуются две пары равных углов. Древнегреческому математику принадлежит теорема о равенстве двух треугольников у которых равные сторона и два угла, что позволило находить расстояние от берега до корабля в море. Диоген Лаэртский пишет: «Памфила говорит, что он [Фалес], научившись у египтян геометрии, первый вписал прямоугольный треугольник в круг и за это принес в жертву быка. Впрочем, иные, в том числе Аполлодор Исчислитель, приписывают это Пифагору».

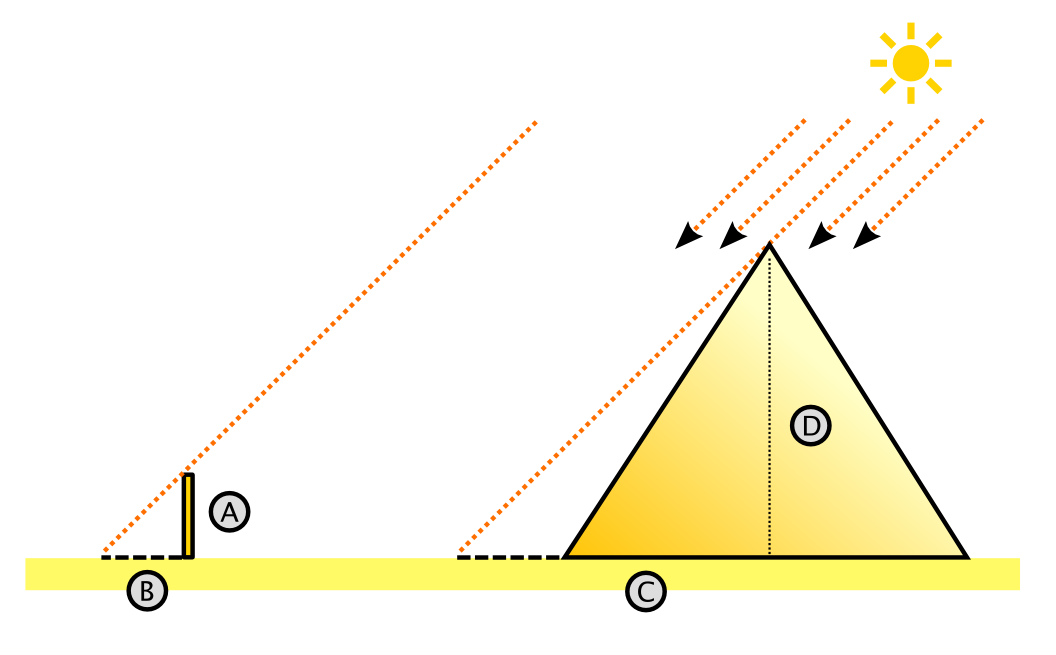
Схема определения Фалесом высоты пирамиды

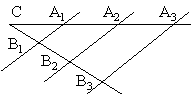
Теорема Фалеса о пропорциональных отрезках: если, то

Каким образом Фалес определил расстояние от берега до корабля в море, античные источники умалчивают. Б. Л. Ван дер Варден считает, что именно с этой задачей связано появление теоремы о равенстве треугольников. Задачи о вычислении высоты пирамиды и расстояния до корабля на первый взгляд являются сугубо прикладными. Однако по современным оценкам момент, когда Фалес начал определять эти величины, стал переломным в истории науки. Ведь, если возможно измерить высоту пирамиды и расстояние до находящегося вдали корабля, то следующими вопросами, которые поставит перед собой человечество, станут: «Каково расстояние от Земли до Луны и Солнца?»
Хоть измерение Фалесом пирамид выглядит весьма простым в осуществлении и заключается в решении пропорции {\displaystyle {\frac {C}{B}}={\frac {D}{A}}}, с одним неизвестным D, задача предполагает много математических вопросов. Результатом разбора понятия пропорции, как равенства отношений, подобия сходно расположенных треугольников станет формулировка теоремы Фалеса о пропорциональных отрезках: «Если на одной из двух прямых отложить последовательно несколько отрезков и через их концы провести параллельные прямые, пересекающие вторую прямую, то они отсекут на второй прямой пропорциональные отрезки». Обратная теорема Фалеса звучит как «Если прямые, пересекающие две другие прямые (параллельные или нет), отсекают на обеих из них равные (или пропорциональные) между собой отрезки, начиная от вершины, то такие прямые параллельны».

Теорема Фалеса об угле, опирающемся на диаметр окружности

Определение расстояний с помощью предложенной Фалесом теоремы о подобии треугольников:

В мировой литературе существуют разночтения относительно «Теоремы Фалеса». Впервые термин встречается во французской математической литературе в 1882 году. Затем определение было использовано в 1885 году в итальянской книге по геометрии. В немецкой с 1894 года, а затем и в англоязычной математической литературе, определение «Теорема Фалеса» закрепилось за другой теоремой: «Если в треугольнике угол опирается на диаметр окружности, описанной вокруг него, то этот угол — прямой, то есть треугольник — прямоугольный». Обозначение теоремы о параллельных секущих именем Фалеса закрепилось также в испанской, бельгийской и русской литературе, а о вписанном в полукруг треугольнике — австрийской, венгерской и чешской.

## Память
Фалес при жизни снискал славу мудреца и умнейшего среди эллинов. Его имя уже в V веке до н. э. стало нарицательным для мудреца. «Отцом философии» и её «родоначальником» (греч. άρχηγέτης) Фалеса называли уже в древности. Диоген Лаэртский писал о нём, как о «первом мудреце», Цицерон, Платон и Страбон — «первом философе», Юстин и Евсевий — «первом натурфилософе», Аристотель — «основателе философии», Апулей — «первом геометре», Евдем и Минуций Феликс — «первом астрономе», Плиний, Лактанций и Тертуллиан — «первом физике». Комедиографы Аристофан и Плавт использовали имя «Фалес» в качестве эпитета софистов в ироничном смысле.
Данте поместил Фалеса в первый круг Ада — Лимб, где находятся добродетельные язычники.
В Новое время первым, кто стал связывать имя Фалеса с возникновением философии был немецкий философ Д. Тидеман (1748—1803). Впоследствии это мнение нашло отображение в трудах Э. Целлера (1814—1908), А. Швеглера (1819—1857), Гегеля и других философов. Современники видят заслугу Фалеса в преобразовании мифологического мировоззрения в философское. Его считают одним из первых греческих мыслителей, человеком, находившимся у истоков древнегреческой мысли, которая в свою очередь стала колыбелью западноевропейской цивилизации. Фалеса и его «милетскую школу» можно рассматривать как промежуточный этап между мифологическим и научным подходом к восприятию действительности. Если просуммировать все оценки Фалеса историками Нового и Новейшего времени, то они будут практически неотличимы от античных. Античного философа описывают как первого математика и создателя научной геометрии, астронома, метеоролога, физика, создателя милетской школы.
В 1935 году Международный астрономический союз присвоил имя Фалеса Милетского кратеру на видимой стороне Луны.